# Raufarhöfn

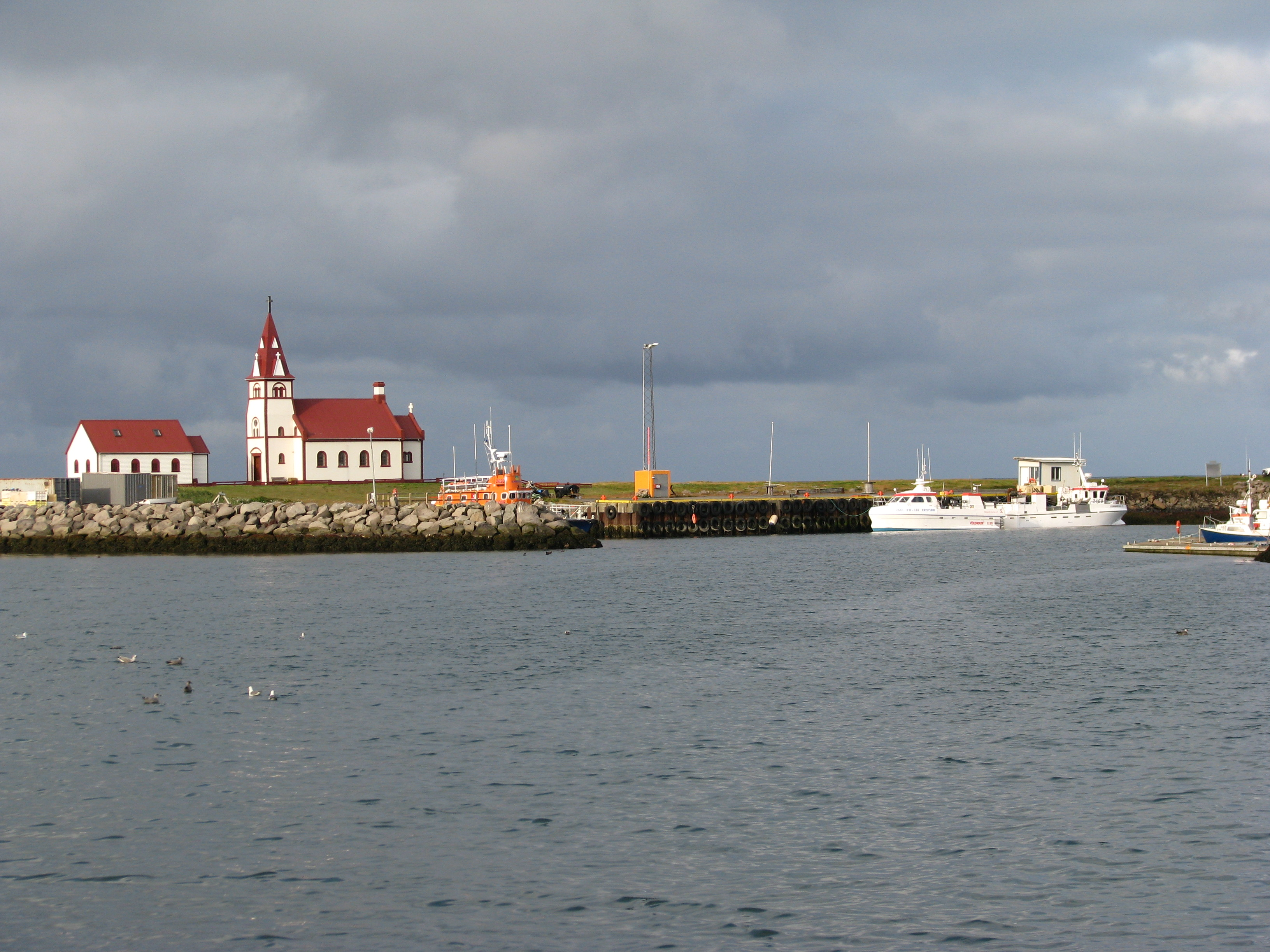
Raufarhöfn, přístav a kostel

Raufarhöfn je vesnice na severovýchodě Islandu v obci Norðurþing. Leží na severovýchodním konci poloostrova Melrakkaslétta, asi 2 km od mysu Hraunhafnartangi, nejsevernějšího bodu ostrova, asi 18 km na východ od vesnice Kópasker a asi 55 km na východ od Húsavíku. K lednu 2011 zde žilo 194 obyvatel.
Jednu dobu[kdy?] byla tato vesnice největším islandským exportním přístavem. Ve 40. a 50. letech 20. století byl Raufarhöfn jedním z důležitých míst obchodu se sledi. Když pak sledi vymizeli, mělo to velké následky na celou vesnici. Z této doby se zachovalo několik továrních budov.
Prostředí vesnice, stejně jako její blízké okolí bylo použito v knize Joachima B. Schmidta: Kalmann. Příběh začíná právě u arktického monumentu Erlingura B. Thoroddsena, vybudovaného na okraji vesnice.